# Leonor González Mina
Leonor González Mina (corregimiento de Robles, Jamundí, Valle del Cauca, 16 de junio de 1934-Cali, 27 de noviembre de 2024)fue una cantante, actriz, folclorista y exrepresentante a la Cámara afrocolombiana, conocida como La Negra Grande de Colombia. Interpretó diversos géneros como boleros, pasillos, bambucos, ritmos del Caribe y del Pacífico.

## Vida privada
Fue hija de caucanos, su madre era ama de casa y Testigo de Jehová,  su padre era agricultor de cacao y católico, es la penúltima de nueve hermanos. Estuvo 19 años casada con el músico y compositor Esteban Cabezas Rher, pero el matrimonio se acabó por múltiples infidelidades de su esposo. Tuvieron dos hijos: Juan Camilo (administrador de empresas) y Candelario (músico), fallecido en Italia a los 35 años debido un aneurisma. Tuvo dos nietas y varios bisnietos

## Carrera profesional
Su historia musical comenzó a la edad de 18 años, cuando decidió salir sin aviso de su hogar; a los 6 meses participó como bailarina con el ballet de Delia Zapata Olivella y su hermano Manuel, actuando ante un auditorio de París. Con ellos realizó actuaciones en países como China, Unión Soviética, Alemania, entre otros de Europa. Al llegar a Colombia produce su primer disco LP titulado "Cantos de mi tierra y de mi raza". Ha grabado más de 30 discos, participando incluso en el Festival de la OTI en 1975 con "Campesino de ciudad", para luego hacerse famosa por piezas tan recordadas como "Mi Buenaventura", "Yo me llamo Cumbia", "El alegre pescador", "Chocoanita", "Mi cafetal".
Ha grabado series de televisión de mucha recordación en su país e incluso estuvo bajo las órdenes de Bernardo Bertolucci. Actualmente se dedica a sacar adelante su labor social en Robles, Valle del Cauca.
Su vida fue llevada a la televisión por el canal regional Telepacífico en 2019, en la que actuó como su abuela de la vida real.

## Activismo político
Participó en las elecciones para Congreso en 1998, fue elegida Representante a la Cámara por Bogotá con 23.908 (por el Partido Liberal Colombiano). En 2006 se lanza nuevamente por el Movimiento Analdic, lista de comunidades negras sin voto preferente y obtiene 2.315 votos. 